# Djebel Semmama
Djebel Semmama (جبل سمامة) è una montagna (djebel) tunisina nel governatorato di Kasserine che raggiunge i 1314 mslm. Benché il clima sia semiarido è ricoperta di boschi di pino d'Aleppo. Il monte, che fa parte della dorsale tunisina, si estende a nord di Kasserine (la cima dista 30 km in linea d'aria), a nordovest di Sbeitla (40 km) e a est di Foussana (20 km). È possibile raggiungere la cima con un'ascensione di diverse ore, però il territorio è considerato terreno di rifugio di terroristi e pertanto sotto controllo dell'esercito.

## Altre letture
- Hervé Riaucourt, Aperçu géologique et lithologique du bassin versant de l'oued El Hissiane, éd. Office de la recherche scientifique et technique outre-mer, Marseille, settembre 1979 PDF
- Djebel Semmama e dintorni – brevi informazioni